# Jean-François Beltramini
Jean-François Beltramini (Les Clayes-sous-Bois, 5 gennaio 1948 – Les Clayes-sous-Bois, 27 agosto 2014) è stato un calciatore francese, di ruolo attaccante.

## Biografia
Sposatosi nel 1983, tra il 1983 e il 1984 si costruisce la propria casa a Clayes, presso Parigi.

## Carriera
Prima di intraprendere la carriera da calciatore professionista era un muratore. Nel 1973 firma un contratto da stagista per il Reims e il 30 novembre rimane svincolato. Il 10 dicembre firma per il Laval ma il trasferimento viene negato e Beltramini può indossare la divisa arancio-nera solo all'inizio della stagione 1974-1975. Dal Laval comincia la sua ascesa versa la Ligue 1 fino a terminare la carriera al Rouen, nel 1985.